# Massimo Carmassi
Massimo Carmassi (Pisa, 5 de junio de 1943) es un arquitecto y profesor universitario Italiano.

## Biografía
Massimo Carmassi ha recibido su diploma en doctor en Arquitectura en la Universidad de Florencia en el 1970. Él ha dirigido la Oficina de Proyectos de la ciudad de Pisa desde 1974 a 1990. Ha sido Presidente de la Asociación de los Arquitectos de Pisa desde el 1981 a 1985. En su trayectoria profesional ha recibido diferentes galardones como la medalla de oro Heinrich Tessenow de la Heinrich-Tessenow-Gesellshaft (Alfred Toepfer Stiftung F.V.S.) y el Premio Gubbio. Él es Académico Ordinario en la Sección de Arquitectura de la Academia del Arte del Diseño de Florencia y Académico de la Accademia de San Lucas. Es miembro de la Internationale Bauakademie Berlin y es Honorary Fellow del American Institute of Architects. En su trabajo se ocupa de restauración y de arquitectura de nueva edificación. Se ocupa también de proyecto urbano. Es profesor ordinario de proyecto arquitectónico en la Universidad de Venecia (IUAV) y ha sido en pasado profesor en las universidades de Ferrara, Génova, Turín, Reggio Calabria. Ha sido profesor también en la Academia de arquitectura de Mendrisio (Universidad de la Suiza Italiana), en la Hochschule der Kunst de Berlín y en la Universidad de Syracuse de Nueva York (EE. UU.).

## Disciplina proyectual
El piense que las obras antiguas de arquitectura son el resultado de muchos operaciones a veces ocasionales que se han actuado en el tiempo por la voluntad de personas diferentes muchos veces desconocidas. Esto ha generado en estos edificios una belleza muy particular. Carmassi piensa que es importante mantener esta belleza haciendo la intervención de restauración simplemente como si fuese la última de las tantas operaciones actuada en el edificio. La arquitectura en la nueva edificación tiene que respectar la filosofía de los edificios antiguos que se mantienen bien en el tiempo y pueden ser utilizados en maniera diferente sin perder la singularidad de cada una.

## Obras representativas
Nel sector de la architectura y de la proyetaction urbana:
- Pisa 1982-2002: Cementerio de San Piero a Grado.
- Pontedera (Pi) 1993-1998: Edificio Cooper 2000.
- Cascina (Pi) 1998: Virgo: antena interferometrica par ondas gravitacionales.
- Roma 1998-99: Palacio de los congresos Italia-EUR. Competencia Internacional.
- Roma 2000: Ampliamento de la Galería National de Arte Moderna de Roma, Competencia Internacional.
- Livorno 2001: Ampliamento urbano del quartiere Shangai.
- Pisa 1986-2002: Ricostruciòn del Compleso de San Miguel en el Borgo, edificios para comercio y residencia.
- Fermo 2002: Restauración de una parte del centro histórico y terminal autobús.
- Trevi (Pg) 2002: Complesso escolastico en la piazza Garibaldi.
- Arezzo 2002: Ampliamento del Cementerio Urbano.
- Torino 2003: proyecto de ampliamento urbano del compleso comercial y residencial en el área denominada Lingottino.
- Roma 2004: Ampliamento urbano del compleso del puerto fluvial.
- Parma 2007: Edificios residenciales para ochociento estudiantes en la universidad de Parma.
- Arcore (Mi) 2007: Escuela materna.

Nel sector de la restauración:
- Pisa 1979/98: Restauración del compleso de las murallas y de los edificios y de los espacios cercanos.
- Pisa 1989: Restauración del Teatro Comunal Giuseppe Verdi.
- Siena 1992: Ospedale di Santa Maria della Scala. Restauración para compleso multifuncional como Museo.
- Lipsia, Germania 1995: Reconstrucción de la Markt Galerie en el centro istorico para abitaciones y edificios. Primer premio.
- Senigaglia 1998: Restauración del Foro Annonario como Biblioteca Comunal y Archivio Storico.
- Gavorrano 2001: Restauración dell'insediamento minerario di Ravi-Marchi.
- Guastalla (RE) 2001: Restauración del Palacio Ducal de los Gonzagas como Museo y Biblioteca Comunal.
- Ferrara 2002: Polo museal de arte moderna y contemporánea de Ferrara, proyecto.
- Lucca 2002: Restauración del Real Collegio en el Convento di S. Frediano como museo de arte sacra.
- Verona 2009: Restauración del Silos di ponente y del panificio de la Caserma di S. Marta por la Facoltà de Economía y Commercio de la Universitade de los Estudios de Verona.
- Roma 2009: Restauración de la Pelanda de el ex mattatoio de Roma en el Testaccio.